# Саут Волинс (Кентаки)
Саут Волинс (енгл. South Wallins) насељено је место без административног статуса у америчкој савезној држави Кентаки.

## Демографија
По попису из 2010. године број становника је 859, што је 137 (-13,8%) становника мање него 2000. године.
| Група             | 2000.       | 2010.       |
| Белци             | 968 (97,2%) | 837 (97,4%) |
| Афроамериканци    | 0 (0,0%)    | 0 (0,0%)    |
| Азијати           | 0 (0,0%)    | 1 (0,1%)    |
| Хиспаноамериканци | 12 (1,2%)   | 11 (1,3%)   |
| Укупно            | 996         | 859         |